# Hohenbocka
Hohenbocka är en kommun och ort i Landkreis Oberspreewald-Lausitz i förbundslandet Brandenburg i Tyskland. 
Kommunen administreras som en del av kommunalförbundet Amt Ruhland, med säte i den närbelägna staden Ruhland.